# توت‌خوار کلاه‌پوش
توت‌خوار کلاه‌پوش (نام علمی: Carpornis cucullata) نام یک گونه از تیره جواهرمرغ است.